# Gabriel Boza
Gabriel Luiz Boza (* 7. März 2003) ist ein brasilianischer Leichtathlet, der sich auf den Weitsprung spezialisiert hat.

## Sportliche Laufbahn
Erste internationale Erfahrungen sammelte Gabriel Boza im Jahr 2021, als er bei den U20-Südamerikameisterschaften in Lima mit einer Weite von 7,50 m die Silbermedaille gewann. Anschließend belegte er bei den U20-Weltmeisterschaften in Nairobi mit 7,83 m den vierten Platz und stellte Anfang September in Bragança Paulista mit 8,04 m einen neuen U20-Südamerikarekord auf. Mitte Oktober sicherte er sich bei den U23-Südamerikameisterschaften in Guayaquil mit 7,84 m die Bronzemedaille hinter dem Kolumbianer Arnovis Dalmero und seinem Landsmann Weslley Beraldo und Ende November wurde er bei den erstmals ausgetragenen Panamerikanischen Juniorenspielen in Cali mit 7,45 m Achter. Im Jahr darauf gelangte er bei den Hallensüdamerikameisterschaften in Cochabamba auf Rang vier und stellte mit 7,47 m einen U20-Südamerikarekord in der Halle auf. Im Mai belegte er bei den Ibero-Amerikanischen Meisterschaften in La Nucia mit 7,50 m den siebten Platz und gewann mit der brasilianischen 4-mal-100-Meter-Staffel in 39,32 s die Bronzemedaille hinter den Teams aus Spanien und der Dominikanischen Republik. Anschließend gewann er bei den U20-Weltmeisterschaften in Cali mit 7,90 m die Bronzemedaille und sicherte sich bei den U23-Südamerikameisterschaften in Cascavel mit 7,60 m die Silbermedaille hinter dem Kolumbianer Jhon Berrío. 2024 belegte er bei den Ibero-Amerikanischen Meisterschaften in Cuiabá mit 7,44 m den siebten Platz und im September siegte er mit 7,93 m bei den U23-Südamerikameisterschaften in Bucaramanga. 
2025 belegte er bei den Südamerikameisterschaften in Mar del Plata mit 7,64 m den fünften Platz.